# Dilara Narin
Dilara Narin, née le 17 mars 2002 à Konya, est une haltérophile turque.

## Carrière
Dilara Narin est médaillée d'argent dans la catégorie des plus de 63 kg aux Jeux olympiques de la jeunesse de 2018 à Buenos Aires.
Aux Championnats d'Europe d'haltérophilie 2022 à Tirana, elle est médaillée d'argent à l'épaulé-jeté et médaillée de bronze au total dans la catégorie des moins de 81 kg.
Aux Jeux de la solidarité islamique de 2022 à Konya, elle obtient la médaille d'or à l'épaulé-jeté et au total ainsi que la médaille d'argent à l'arraché dans la catégorie des moins de 81 kg.
Elle est médaillée d'argent à l'épaulé-jeté et au total et médaillée de bronze à l'arraché dans la catégorie des moins de 81 kg aux Championnats d'Europe d'haltérophilie 2023 à Erevan.